# Андрес Каламаро
Андре́с Калама́ро Масе́ль (ісп. Andrés Calamaro Masel, *22 серпня 1961, Буенос-Айрес) — аргентинський музикант, композитор, співак та продюсер. Володар премії Latin Grammy. Його гурт Los Rodríguez мав великий успіх в Іспанії у 1990-х. Андрес Каламаро — один з найвпливовіших представників аргентинського року. За свою кар'єру продав більш ніж 1,3 мільйона дисків.

## Біографія

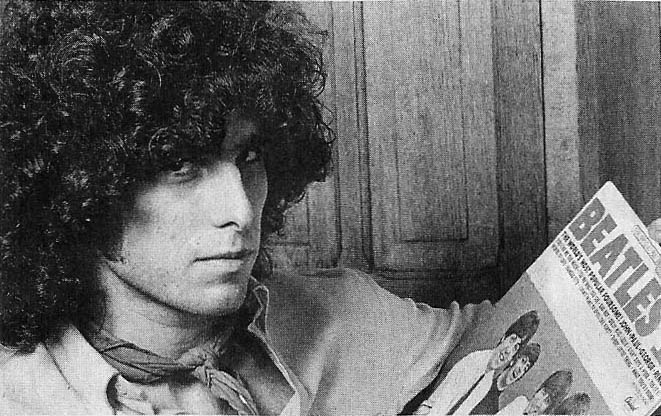
Андрес Каламаро (1984)

Андрес Каламаро народився у Буенос-Айресі. У віці 10 років написав свою першу пісню «La chica del paraguas». У віці 17 років взяв участь у записі диску гурту Raíces як запрошений музикант. Незабаром він заснував власний гурт Elmer Band.

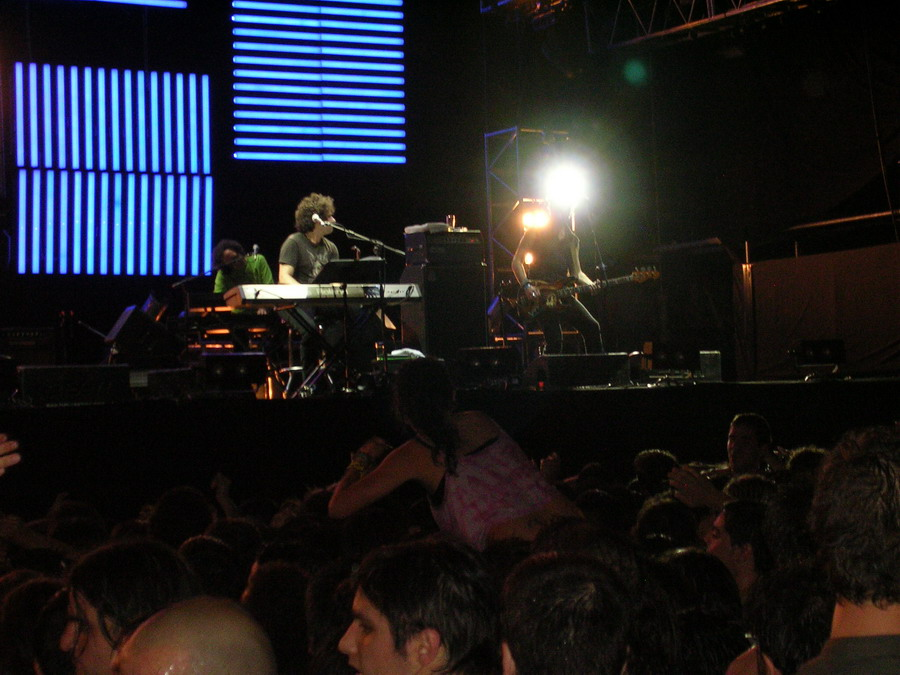
Каламаро у Буенос-Айресі 2006 року.

На початку 1981 Мігель Абуело запросив Каламаро у свій гурт Los Abuelos de la Nada як клавішника. Гурт мав успіх, велика кількість його хітів була написана Андресом Каламаро. 1985 року Андрес взяв участь у записі останнього альбому Los Abuelos de la Nada, після чого покинув цей гурт.
1984 року, ще до розпаду Los Abuelos de la Nada, Каламаро випустив свій перший сольний альбом Hotel Calamaro, продюсером якого став відомий аргентинський музикант Чарлі Гарсія. Його другий альбом, Vida Cruel, який було записано невдовзі після виходу з гурту, був тепло сприйнятий критиками, але не мав комерційного успіху.
Після запису третього альбому, Por Mirarte (1988), Каламаро почав співпрацювати з такими гуртами як Los Fabulosos Cadillacs, Enanitos Verdes та іншими музикантами.
Наприкінці 1980-х Каламаро створив свій власний гурт, який 1989 записав альбом Nadie sale vivo de aquí, котрий було номіновано на найкращий альбом року в Аргентині. 2007 року цей альбом на 60-й позиції було включено до Списку 100 найкращих альбомів аргентинського року журналу Rolling Stone.
Через економічну кризу в Аргентині, Андрес Каламаро разом з другом Аріелем Ротом переїхав до Іспанії, де вони створили гурт Los Rodríguez. Los Rodríguez випустили 3 успішних студійних альбоми Buena Suerte (1991), Sin documentos (1993) та Palabras más, palabras menos (1995), концертник Disco Pirata (1992) та компіляцію Hasta luego (1996). Sin documentos, у якому поєднувалися фламенко, румба та латиноамериканські ритми, приніс їм міжнародне визнання. Диск Palabras más, palabras menos (1995) був найуспішнішою роботою гурту. 1996 року музиканти вирішили розійтися через суперечності між Андресом та рештою.
1997 року Каламаро записав альбом Alta suciedad, який розійшовся тиражем більш ніж півмільйона копій (другий найбільш комерційно успішний диск аргентинського року). Alta suciedad знаходиться на десятій позиції у Списку 100 найкращих альбомів аргентинського року журналу Rolling Stone.
Після цього Каламаро почав активно писати. За півроку він створив понад 100 пісень. 37 з них були видані на наступному альбомі, подвійному CD Honestidad brutal, який став двічі платиновим в Аргентині. У тому ж списку журналу Rolling Stone Honestidad Brutal посідає 30-те місце.

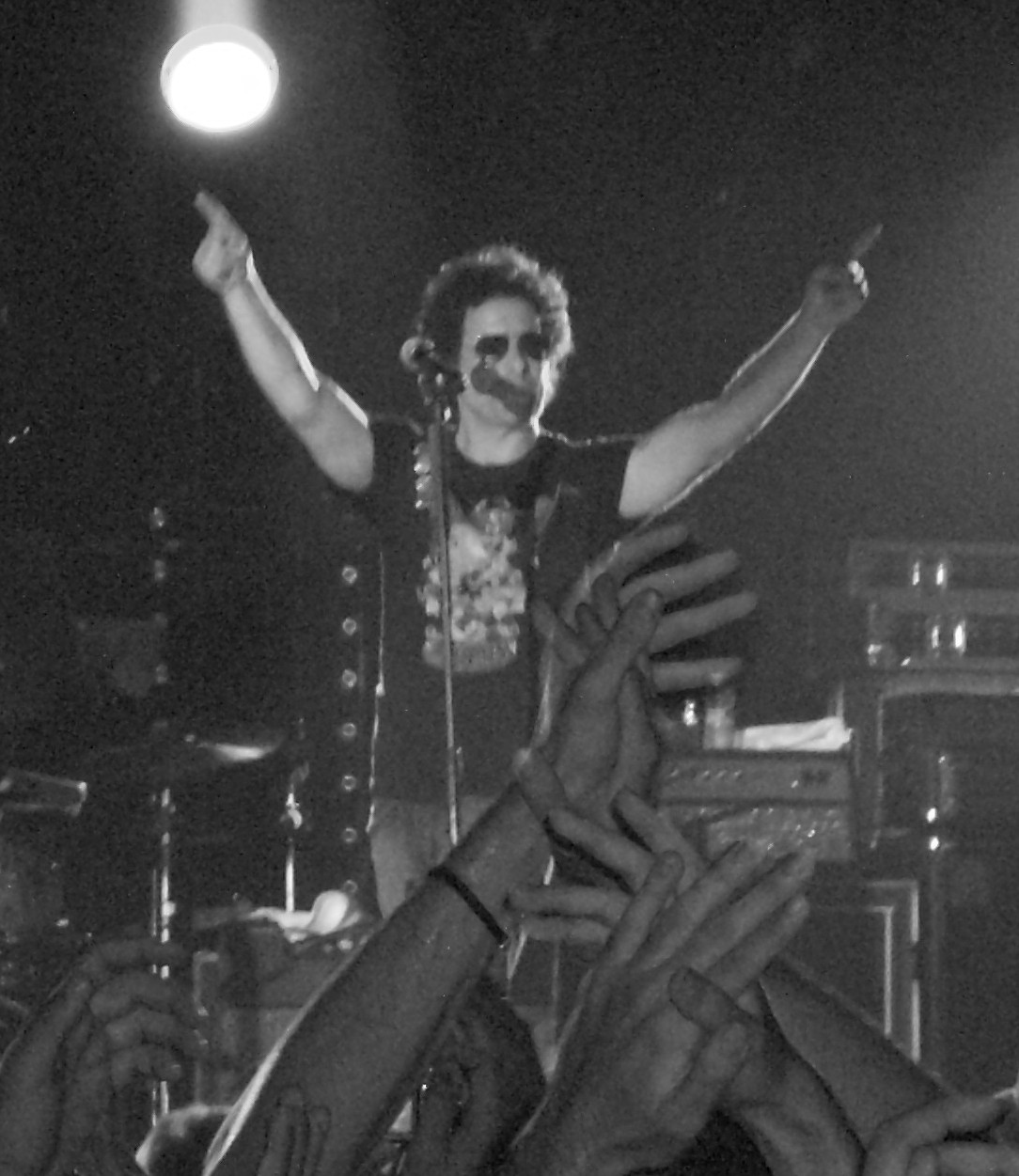
Каламаро на концерті у Барселоні у вересні 2008.

2000 року Андрес Каламаро записав 103 нові пісні на п'яти-дисковому альбомі El salmón, який згодом став золотим.
Впродовж наступних років Каламаро багато виступав як запрошений музикант на концертах та у записах альбомів. У 2001—2002 роках він виклав велику кількість своїх невиданих пісень для вільного звантаження в мережі Internet.
У лютому 2004 він презентував альбом El Cantante, де були зібрані кавер-версії класичних танго, болеро та латиноамериканських пісень. Диск став платиновим в Аргентині.
2005 року Андрес повернувся на сцену після довгого періоду без концертів. 11 лютого він разом з гуртом Bersuit Vergarabat виступив на фестивалі Siempre Rock у Коскіні, провінція Кордова. 18-20 квітня Каламаро дав у Буенос-Айресі на стадіоні Luna Park концерти, запис яких було видано на диску El regreso. Диск було презентовано 17 грудня на стадіоні Obras Sanitarias перед аудиторією у 25 000 глядачів. Альбом отримав премії Гарделя 2006 як найкращий альбом рок-виконавця та за найкращу обкладинку. Сам Андрес Каламаро отримав премію Золотий Гардель — головну музичну нагороду Аргентини. За продажами диск став тричі платиновим.
22 травня 2006 року вийшов його новий диск Tinta Roja — колекція класичних танго.
20 листопада 2006 було випущено альбом El Palacio de las Flores, записаний разом з Літто Неббією, 11 вересня 2007 вийшов у світ диск La Lengua Popular. Перший диск став платиновим, другий подвоїв цей результат. Тур на підтримку La lengua popular пройшов у Чилі, Аргентині, Іспанії, Колумбії, Мексиці, Перу та Парагваї. Завершальний концерт у Буенос-Айресі зібрав 60 000 глядачів. У березні 2008 року Андрес Каламаро вдруге здобув Золотого Гарделя, а також нагороди як найкращий рок-музикант, за найкращу обкладинку, пісню року, найкращий відеокліп та альбом року за диск La lengua popular. 2007 року Андрес Каламаро був визнаний людиною року в Аргентині. 2009 року він отримав премію Grammy Latinos за найкращий рок-альбом за все той же диск.
2008 року він повернувся до свого першого гурту Raíces, через 30 років після їх першого співробітництва, задля запису нового диска Raíces 30 Años. 2009 року вийшла антологія пісень Каламаро Andrés на 6 CD иа 2 DVD. На підтримку антології Каламаро провів турне з 20 концертів у Іспанії, Аргентині, Мексиці та Чилі. Тур закінчився концертом у Буенос-Айресі перед 50 000 глядачів.
У червні 2010 року Андрес Каламаро випустив новий альбом On The Rocks. Вже за перший тиждень продажів він став найбільш продаваним у Іспанії.

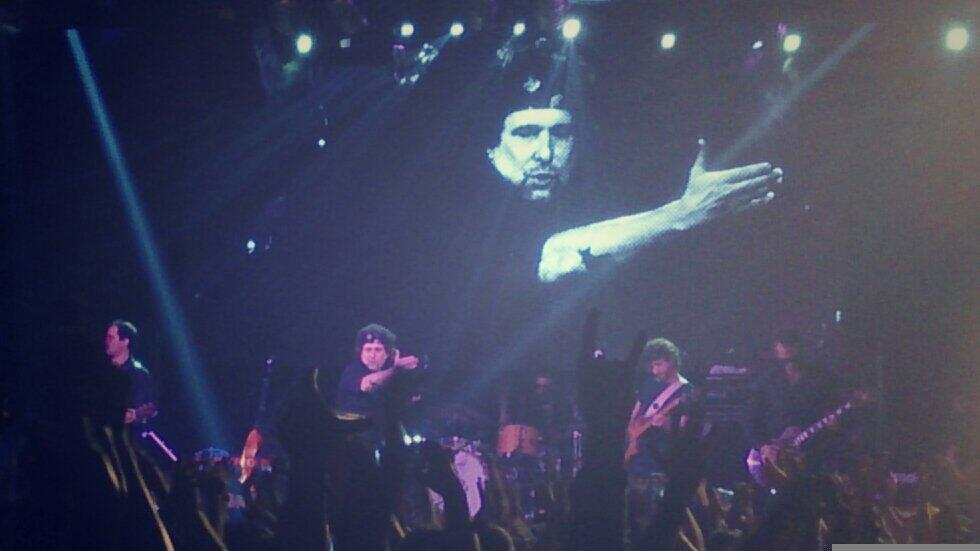
Концерт Каламаро у Мадриді (2014)

2013 року вийшов черговий сольний альбом Каламаро Bohemio, а 2015 — альбом Hijos del pueblo, куди увійшли концертні записи зі спільного з іспанським музикантом Енріке Бунбурі туру у Мексиці.
2016 року Каламаро випустив новий студійний альбом Volumen 11, а 2018 — ще один під назвою Cargar la suerte. Альбом отримав схвальні відгуки критиків, які називали його одним з найбільш значимих у кар'єрі музиканта разом з Honestidad brutal.

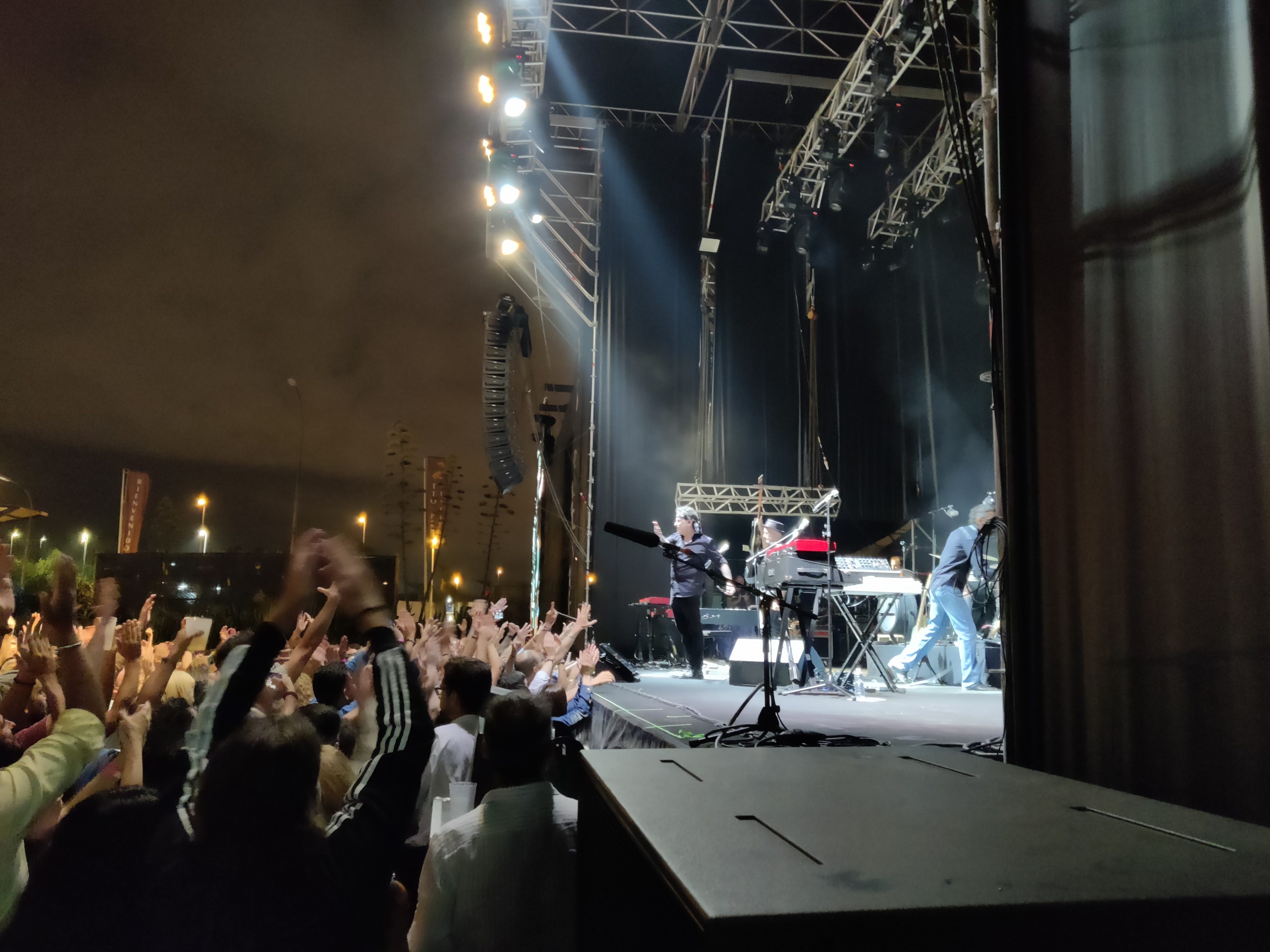
Концерт Каламаро в Іспанії (2023)

2021 року вийшов альбом Dios los cría, куди увійшли записи хітів Каламаро, виконаних разом з відомими музикантами, серед яких Хуліо Іглесіас, Алехандро Санс, Мілтон Насіменту, Рафаель, Маноло Гарсія, Вісенте Аміго, Хуанес, Хульєта Венегас, Карлос Вівес, Vicentico, Ліла Даунс, Леон Х'єко та інші.
2024 року в Україні стала вірусною пісня гурту Los Abuelos de la Nada «Mil horas», автором і виконавцем якої є Андрес Каламаро. Пісню активно використовували у соцмережах в рамках тренду «Ухилянт».

## Дискографія
| Диск                                         | Гурт                   | Рік  | Примітки                                              |
| -------------------------------------------- | ---------------------- | ---- | ----------------------------------------------------- |
| B.O.V Dombe                                  | Raíces                 | 1978 |                                                       |
| Los Abuelos de la Nada                       | Los Abuelos de la Nada | 1982 |                                                       |
| Vasos y Besos                                | Los Abuelos de la Nada | 1983 |                                                       |
| Himno De Mi Corazón                          | Los Abuelos de la Nada | 1984 |                                                       |
| Hotel Calamaro                               | сольно                 | 1984 |                                                       |
| Los Abuelos en el Ópera                      | Los Abuelos de la Nada | 1985 | концертний альбом                                     |
| Vida Cruel                                   | сольно                 | 1985 |                                                       |
| Por Mirarte                                  | сольно                 | 1988 |                                                       |
| Nadie Sale Vivo De Aquí                      | сольно                 | 1989 |                                                       |
| Buena suerte                                 | Los Rodríguez          | 1991 |                                                       |
| Disco Pirata                                 | Los Rodríguez          | 1992 | концертний альбом                                     |
| Sin documentos                               | Los Rodríguez          | 1993 |                                                       |
| Grabaciones Encontradas Vol. 1               | сольно                 | 1994 |                                                       |
| Live In Ayacucho'88                          | сольно                 | 1994 |                                                       |
| B.S.O Caballos Salvajes                      | сольно                 | 1995 |                                                       |
| Palabras Más, Palabras Menos                 | Los Rodríguez          | 1995 |                                                       |
| Hasta Luego                                  | Los Rodríguez          | 1996 | Компіляція, невидане, концертні записи, демо          |
| Grabaciones Encontradas DOS                  | сольно                 | 1996 |                                                       |
| Completo                                     | сольно                 | 1997 | компіляція                                            |
| Alta Suciedad                                | сольно                 | 1997 |                                                       |
| Inéditos + Rarezas + Canciones               | сольно                 | 1998 | Las Otras Caras De Alta Suciedad + Una Década Perdida |
| Honestidad Brutal                            | сольно                 | 1999 | подвійний диск                                        |
| El Salmón                                    | сольно                 | 2000 | 5 Cd                                                  |
| Himnos Del Corazón                           | Los Abuelos de la Nada | 2000 | Компіляція, 2 Cd                                      |
| Lo Mejor De Andrés Calamaro                  | сольно                 | 2001 | компіляція                                            |
| Para No Olvidar                              | Los Rodríguez          | 2002 | Компіляція, невидане, концертні записи, демо          |
| El Cantante                                  | сольно                 | 2004 |                                                       |
| El Regreso                                   | сольно                 | 2005 | концертний альбом                                     |
| Made In Argentina (DVD) + Made In Spain (CD) | сольно                 | 2006 | концертний альбом                                     |
| Tinta Roja                                   | сольно                 | 2006 |                                                       |
| El palacio de las flores                     | сольно                 | 2006 | Разом з Літто Неббією                                 |
| La Lengua Popular                            | сольно                 | 2007 |                                                       |
| Dos son multitud                             | сольно                 | 2007 | Cd + 2 DVD концертів, разом з Fito y Fitipaldis       |
| Raíces 30 Años                               | Raíces                 | 2008 |                                                       |
| Andrés — Obras Incompletas                   | сольно                 | 2009 | 6 Cd's + 2 Dvd + 1 книга                              |
| Nada Se Pierde (Efe Eme 10 Años)             | сольно                 | 2009 |                                                       |
| On The Rock                                  | сольно                 | 2010 |                                                       |
| Bohemio                                      | сольно                 | 2013 |                                                       |
| Jamón del medio                              | сольно                 | 2014 | концертний                                            |
| Pura sangre                                  | сольно                 | 2014 | концертний DVD                                        |
| Hijos del pueblo                             | з Енріке Бунбурі       | 2015 | концертний                                            |
| Volumen 11                                   | сольно                 | 2016 |                                                       |
| Cargar la suerte                             | сольно                 | 2018 |                                                       |
| Dios los cría                                | сольно                 | 2021 |                                                       |
| Razzmatazz                                   | сольно                 | 2023 | концертний                                            |

## Нагороди і відзнаки

### Grammy Latino
| Рік  | Категорія                         | Твір               | Результат  |
| ---- | --------------------------------- | ------------------ | ---------- |
| 2000 | Найкращий рок-вокаліст            | Te quiero igual    | Номінація  |
| 2008 | Найкращий сольний рок-альбом      | La lengua popular  | Переможець |
| 2008 | Найкраща рок-пісня                | Carnaval de Brasil | Номінація  |
| 2008 | Найкраща рок-пісня                | Mi gin tonic       | Номінація  |
| 2008 | Найкраща альтернативна пісня      | 5 minutos más      | Номінація  |
| 2010 | Найкращий вокальний рок-альбом    | On the rock        | Номінація  |
| 2010 | Найкраща рок-пісня                | Los divinos        | Номінація  |
| 2014 | Найкраща рок-пісня                | Cuando no estás    | Переможець |
| 2014 | Найкращий альбом автора-виконавця | Bohemio            | Номінація  |
| 2017 | Найкраща рок-пісня                | La noche           | Переможець |
| 2019 | Найкращий поп-рок-альбом          | Cargar la suerte   | Переможець |
| 2019 | Найкраща рок-пісня                | Verdades afiladas  | Переможець |

### Премія Карлоса Гарделя[en]
| Рік  | Категорія                                 | Твір                           | Результат  |
| ---- | ----------------------------------------- | ------------------------------ | ---------- |
| 1999 | Найкращий поп-соліст                      | Alta suciedad                  | Номінація  |
| 1999 | Найкразий відеокліп                       | «Flaca»                        | Номінація  |
| 1999 | Найкразий відеокліп                       | «Loco»                         | Номінація  |
| 2000 | Альбом року                               | Honestidad brutal              | Номінація  |
| 2000 | Найкращий рок-виконавець                  | Honestidad brutal              | Номінація  |
| 2006 | Альбом року                               | El regreso                     | Переможець |
| 2006 | Найкращий альбом рок-виконавеця           | El regreso                     | Переможець |
| 2006 | Виконання року                            | El regreso                     | Переможець |
| 2006 | Найкращий дизайн обкладинки               | El regreso                     | Переможець |
| 2006 | Продукція року                            | El regreso                     | Номінація  |
| 2006 | Найкращий відеокліп                       | «Tuyo siempre»                 | Номінація  |
| 2007 | Альбом року                               | El palacio de las flores       | Номінація  |
| 2007 | Найкращий альбом рок-виконавця            | El palacio de las flores       | Номінація  |
| 2007 | Продукція року                            | El palacio de las flores       | Номінація  |
| 2007 | Найкращий дизайн обкладинки               | El palacio de las flores       | Номінація  |
| 2007 | Найкращий альбом у жанрі танго нових форм | Tinta roja                     | Переможець |
| 2007 | Альбом-відкриття у жанрі танго            | Tinta roja                     | Номінація  |
| 2007 | Пісня року                                | «Corazón en venta»             | Номінація  |
| 2007 | Виконання року                            | «Corazón en venta»             | Номінація  |
| 2007 | Найкращий відеокліп                       | «Corazón en venta»             | Номінація  |
| 2007 | Найкращий DVD                             | Made in Argentina 2005         | Переможець |
| 2008 | Альбом року                               | La lengua popular              | Переможець |
| 2008 | Найкращий альбом рок-виконавця            | La lengua popular              | Переможець |
| 2008 | Найкращий дизайн обкладинки               | La lengua popular              | Переможець |
| 2008 | Пісня року                                | «5 minutos más (Minibar)»      | Переможець |
| 2008 | Найкращий відеокліп                       | «Carnaval de Brasil»           | Переможець |
| 2010 | Найкраща компіляція                       | Obras incompletas box          | Переможець |
| 2014 | Альбом року                               | Bohemio                        | Номінація  |
| 2014 | Найкращий альбом рок-виконавця            | Bohemio                        | Переможець |
| 2014 | Пісня року                                | «Cuando no estás»              | Номінація  |
| 2015 | Найкращий альбом рок-виконавця            | Pura sangre                    | Номінація  |
| 2015 | Найкращий альбом рок-виконавця            | Jamón del medio                | Переможець |
| 2017 | Пісня року                                | «La noche»                     | Номінація  |
| 2019 | Пісня року                                | «Verdades afiladas»            | Номінація  |
| 2019 | Альбом року                               | Cargar la suerte               | Номінація  |
| 2019 | Найкращий альбом рок-виконавця            | Cargar la suerte               | Переможець |
| 2020 | Найкращий короткий відеокліп              | «Transito lento»               | Номінація  |
| 2021 | Найкраща колаборація                      | «Bohemio» (з Хуліо Іглесіасом) | Переможець |
| 2022 | Альбом року                               | Dios los cría                  | Номінація  |
| 2022 | Найкращий альбом рок-виконавця            | Dios los cría                  | Номінація  |
| 2022 | Найкращий концептуальний альбом           | ADN (Capítulo A)               | Номінація  |

### Премія Konex
| Рік  | Відзнака          | Категорія                    |
| ---- | ----------------- | ---------------------------- |
| 1995 | Диплом за заслуги | Автор/композитор у жанрі рок |
| 2005 | Платиновий конекс | Автор/композитор у жанрі рок |
| 2015 | Диплом за заслуги | Автор/композитор             |